# مشت ستاره شمالی (فیلم ۱۹۸۶)
مشت ستاره شمالی (北斗の拳 هکتو نو کِن) یک فیلم اکشن پسا آخرالزمانی انیمه ژاپنی است که بر اساس مانگایی به همین نام ساخته شده‌است.

## تولید
آن را توئی انیمیشن تولید کرد، همان استودیویی که بر روی مجموعه تلویزیونی که در آن زمان پخش می‌شد کار کرد، با بازیگران و عوامل یکسان در هر دو پروژه کار کردند.

## داستان
برخلاف مجموعه تلویزیونی، فیلم اقتباسی مستقیم از مانگا نیست، بلکه در عوض داستانی متناوب را روایت می‌کند که شخصیت‌ها و عناصر پیرامونی ۷۲ فصل اول مانگا را از نو مرتب می‌کند. با این حال، فیلم محتوای خشن‌تری از مانگای اصلی را که مجموعه تلویزیونی فاقد آن بود، حفظ می‌کند.